# Canòdrom Balear
El Canòdrom Balear és un recinte esportiu de la ciutat de Mallorca dedicat originàrialment a les corregudes de llebrers. Va ser construït el 1932 per iniciativa privada i va estar en actiu fins al 1999, quan va romandre sense ús i abandonat. Des de 2008 és de titularitat municipal i va ser reconvertit en zona verda entre 2018 i 2022 per formar part del Bosc Urbà de Palma.

## Història
Les corregudes de llebrers varen arribar a Mallorca l'any 1931, impulsades per la societat Club Esportiu Galguero Balear. Atesa la falta d'un terreny adequat, inicialment es varen celebrar a l'hipòdrom llavors existent en el barri de Bons Aires de la ciutat. Poc després, i gràcies l'èxit assolit, la societat esmentada va adquirir els terrenys denominats ses Parellades Baixes, situats a l'actual barri del Fortí. La instal·lació va ser inaugurada el 13 de juny de 1932. Entre altres proves, el recinte va acollir el Campionat d'Espanya de llebrers en set ocasions: (1943, 1951, 1956, 1971, 1980, 1989 i 1991); així com el campionat europeu de 1956. El Campionat d'Espanya de 1991 va ser un dels darrers esdeveniments destacats que va acollir la instal·lació.
El recinte va restar operatiu fins a la seva clausura definitiva el 30 de març de 1999. Va ser l'avantdarrer canòdrom d'Espanya en cessar l'activitat; el darrer fou el Canòdrom Meridiana de Barcelona, tancat el 2006.

## Conversió en zona verda
Dels anys 90 ençà l'Ajuntament de Palma planificava la construcció d'una extensa zona verda al torrent de sa Riera denominada la Falca Verda. Amb aquest motiu, l'agost de 1996 l'Ajuntament de Palma el va expropiar i el 2008 en va esbucar les instal·lacions; d'aleshores ençà, tan sols en roman el solar i el traçat de l'antiga pista, així com el mur i les entrades al recinte. El disseny del parc contemplava que desaparegués el canòdrom, però els recursos judicials presentats d'altres propietaris dels solars afectats i la tardança en la seva resolució varen fer que només es dugués a terme una part del parc, inaugurada el 2007, que no afectava el recinte, el qual s'executaria en una fase posterior.
Posteriorment, el 2015 el projecte inicial de la Falca Verda que afectava el Canòdrom va ser descartat i substituït per un altre disseny que mantenia els pocs vestigis que encara romanien drets de la instal·lació (el dibuix de la pista, murs i entrades), conjuntament amb el solar annex de l'antic Velòdrom de Tirador: el futur Bosc Urbà de Palma. El projecte també preveia recuperar els vestigis de l'antiga síquia de la Font de la Vila, infraestructura d'època musulmana construïda per proveir d'aigua l'antiga ciutat medieval. Les obres del futur Bosc Urbà al Canòdrom varen començar el 27 de juliol de 2018 i es preveia que duressin dotze mesos. No obstant això, les obres varen sofrir ajornaments i obstacles constants que varen ajornar la inauguració com a zona verda, fins obrir oficialment el 29 de juliol de 2022.